# Condado de Henry (Virginia)
El condado de Henry (en inglés: Henry County), fundado en 1777, es uno de 95 condados del estado estadounidense de Virginia. En el año 2020, el condado tenía una población de 50,948 habitantes y una densidad poblacional de 51 personas por km². La sede del condado es Martinsville. El condado de Henry es considerado como uno de los condados menos poblados al este del Río Misisipi.

## Geografía
Según la Oficina del Censo, el condado tiene un área total de 995 km² (384,2 mi²), de la cual 989 km² (381,9 mi²) es tierra y 5 km² (1,9 mi²) (0.53%) es agua.

### Condados adyacentes
- Condado de Franklin (norte)
- Condado de Pittsylvania (este)
- Condado de Rockingham (Carolina del Norte) (sur)
- Condado de Stokes (Carolina del Norte) (sursudoeste)
- Condado de Patrick (oeste)

## Demografía
Según la Oficina del Censo en 2000, los ingresos medios por hogar en el condado eran de $31,816, y los ingresos medios por familia eran $38,649. Los hombres tenían unos ingresos medios de $26,660 frente a los $20,766 para las mujeres. La renta per cápita para el condado era de $17,110. Alrededor del 11.70% de la población estaban por debajo del umbral de pobreza.

## Localidades
- Leatherwood
- Axton
- Bassett
- Chatmoss
- Collinsville
- Fieldale
- Horse Pasture
- Laurel Park
- Oak Level
- Sandy Level
- Spencer
- Stanleytown
- Villa Heights

Como una ciudad independiente desde 1928, Martinsville no forma parte del condado de Henry, a pesar de ser sede del condado.